# Xournal++
Xournal++ (conosciuto anche come Xournalpp) è un programma libero e open source per la creazione di note scritte a mano con supporto integrato per l'annotazione dei file PDF. È disponibile per Linux, Microsoft Windows e macOS.

## Storia
Xournal++ è nato come fork di Xournal, un software per prendere appunti sviluppato attivamente da Denis Aroux fino alla metà del 2016 e scritto in C. Il punto di partenza degli sviluppatori è stato riscrivere in C++ il software di Aroux, utilizzando il toolkit GTK, Cairo e Poppler. Sebbene, giunti alla versione 1.1.1, il codice sia stato quasi completamente riscritto, Xournal++ condivide ancora alcune porzioni di codice con Xournal, in particolare il codice di riconoscimento delle forme geometriche.

## Funzionalità
Xournal++ può essere utilizzato con una tastiera e un mouse, ma è preferibile utilizzare una tavoletta grafica per sfruttare al meglio il software: Xournal++, infatti, supporta stilo e tavolette da disegno sensibili alla pressione, come quelle distribuite da Wacom, Huion e XP-Pen.

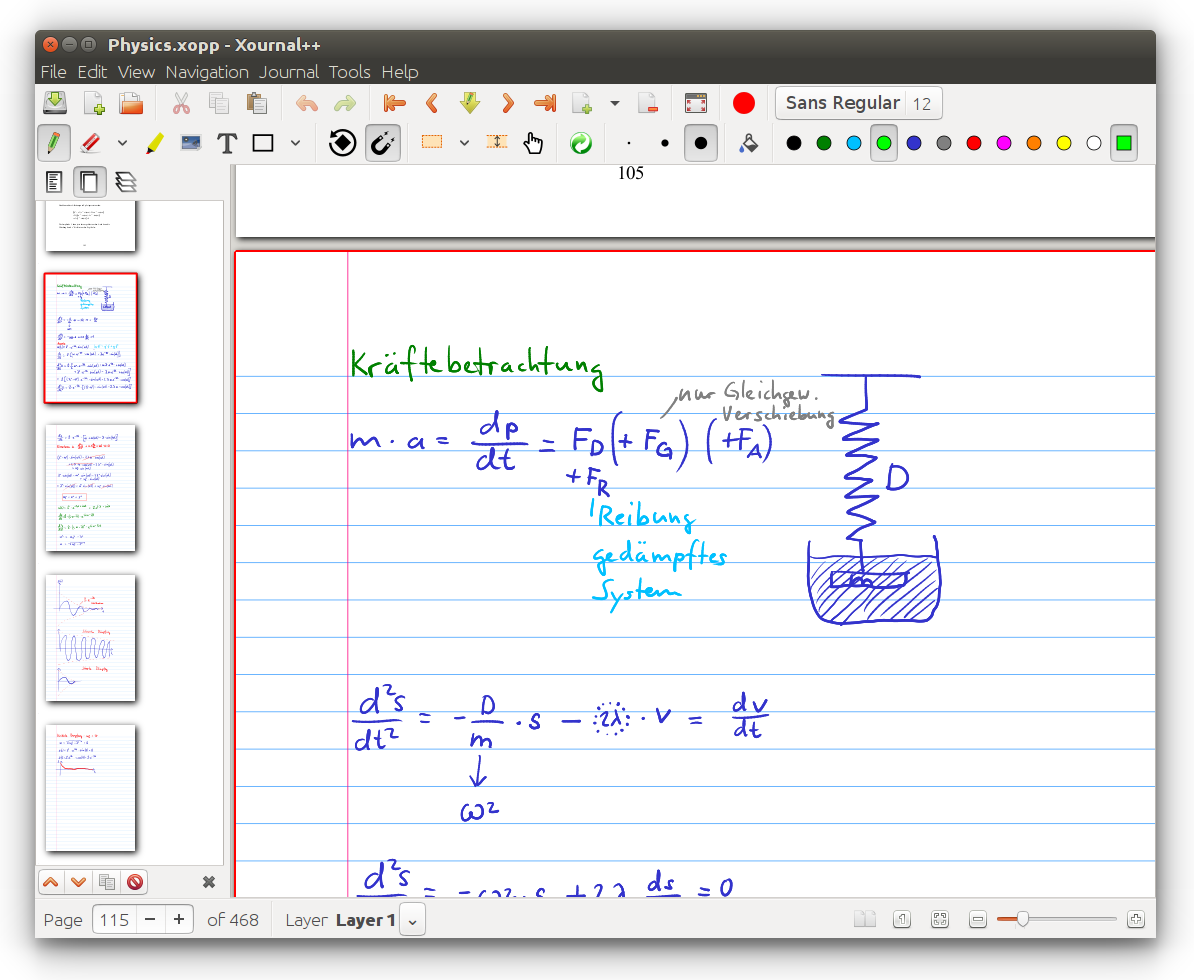
Schermata di esempio di Xournalpp

Per scrivere, il programma mette a disposizione dell'utente diversi strumenti base, come la penna, l'evidenziatore e la gomma per cancellare. Questi strumenti possono essere personalizzati dall'utente, che può scegliere di configurare il colore, la dimensione del tratto e altri aspetti.
Oltre alla scrittura a mano, il software offre la possibilità di aggiungere immagini, disegnare varie forme geometriche, come cerchi, ellissi, assi cartesiani, ma anche di inserire note audio che possono essere registrate direttamente nell'applicazione. Questi oggetti possono essere disposti liberamente nel testo o, per una migliore organizzazione grafica, possono essere agganciati alla griglia rettangolare del disegno.
Xournal++ ha integrato un editor LaTeX con il quale inserire agilmente formule o espressioni matematiche e scientifiche nei propri appunti.
Xournal++ offre la possibilità di organizzare gli appunti utilizzando una struttura a livello, il che permette di mostrare o nascondere alcune porzioni degli appunti.
L'utente può anche modificare alcuni aspetti dell'interfaccia grafica, che è sviluppata con il toolkit GTK3: si può personalizzare la toolbar, aggiungendo nuovi strumenti per un utilizzo rapido, o rimuovendo quelli meno utilizzati.

### Plugin
Xournal++ offre già di per sé una gamma ampia di strumenti per prendere appunti e annotare documenti. Tuttavia, viene fornita agli sviluppatori una API per creare i plugin e arricchire ulteriormente le funzionalità del programma.

## Recensioni
Il software ha ricevuto nel giugno 2019 una recensione positiva sul blog OMG! Ubuntu! dedicato al mondo di Linux e del software libero: nell'articolo si riporta che Xournal++ rende facile creare nuove note scritte a mano, disegnare diagrammi, e creare abbozzi.
In un numero della rivista LinuxUser, viene menzionato che Xournal++ è particolarmente adatto per prendere appunti su lezioni e discorsi.